# Jemtxujni (Perm)
|  | Per a altres significats, vegeu «Jemtxujni». |

Jemtxujni (en rus: Жемчужный) és un poble (possiólok) del krai de Perm, a Rússia, que forma part del raion de Gaini. El 2010 tenia 240 habitants.